# Alfred von Neufville

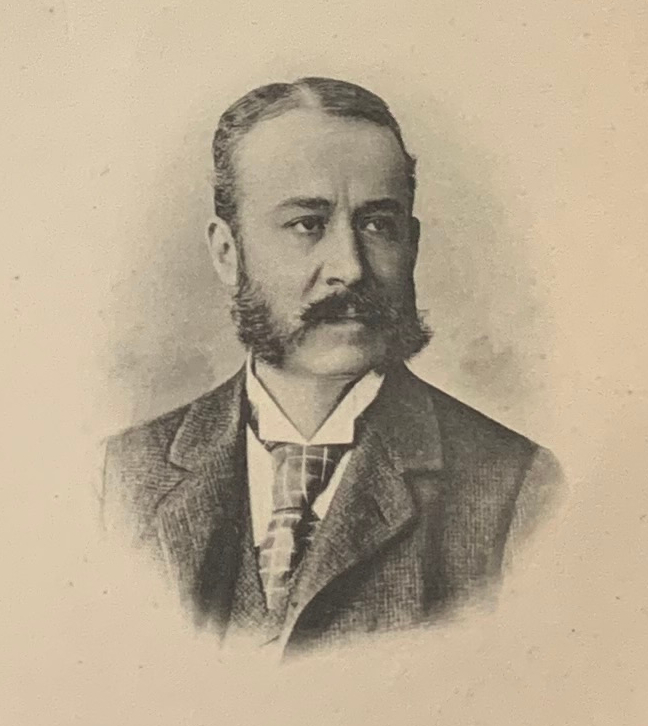
Alfred von Neufville

Alfred von Neufville (* 11. Februar 1856 in Frankfurt am Main; † 1. Oktober 1900 ebenda) war ein Bankier und Handelskammerpräsident.

## Leben
Von Neufville war der Sohn des Bankiers Gustav von Neufville und dessen Ehefrau Johanna Konradine Karoline geborene Büttner. Er heiratete Anna, geborene Mumm von Schwarzenstein (* 1860), Tochter des ersten Frankfurter Oberbürgermeisters Daniel Heinrich Mumm von Schwarzenstein. Aus der Ehe gingen zwei Töchter hervor.
Von Neufville lebte als Bankier in Frankfurt am Main. Er war Teilhaber des Bankhauses D. & J. de Neufville. Von 1884 bis 1900 war er Mitglied von 1893 bis 1898 stellvertretender Vorsitzender und von 1899 bis zu seinem Tod 1900 Präsident der Frankfurter Handelskammer. Er war Aufsichtsrat bei der Deutschen Vereinsbank, der Providentia und W. Lahmeyer.
Er war königlich italienischer Generalkonsul und wurde zum Kommerzienrat ernannt.

Villa Anna (benannt nach seiner Frau), Haupthaus im Bergpark Eppstein

Wie viele reiche Frankfurter Bankiers erbaute er sich einen Sommersitz im Taunus. Er kaufte zehn Hektar auf dem Jähenberg am Rande der Stadt Eppstein im Taunus und ließ ab etwa 1884 mehrere Gebäude im Stil der Zeit errichten. Um aus dem steil abfallenden Wald-, Wiesen- und Ackergelände einen Park gestalten zu lassen, suchte er einen Gartenarchitekten. Bekannte Gartengestalter waren zu dieser Zeit in Frankfurt vor allem Heinrich Siesmayer (Schöpfer des Palmengartens) und Andreas Weber (Schöpfer der Gartenanlagen des Frankfurter Zoos und des Nizza am Main). Von Neufville gab Andreas Weber den Auftrag. Weber entwarf Blickachsen, ließ Wege anlegen sowie exotische Bäume und Sträucher pflanzen. Die Anlage steht heute als Bergpark Eppstein unter Denkmalschutz.